# El Club del Siglo de América del Sur
Con el nombre de El Club del Siglo de América del Sur se le conoce al estudio realizado por la Federación Internacional de Historia y Estadística de Fútbol (IFFHS) entre septiembre y octubre del año 2009 con el objetivo de dar a conocer cual fue el club sudamericano de mayor rendimiento en el periodo comprendido desde el año 1901 hasta el 2000. "Al igual que para Europa y los demás continentes, la IFFHS ha determinado la 'El Club del Siglo de América del Sur' y con él, se incluye el ranking continental del s. XX a partir exclusivamente de los resultados de las competiciones continentales de clubes. Las competiciones nacionales se limitan a ser un requisito previo para optar a las competiciones de clubes continentales. Las seis décadas antes de la introducción de la Copa Libertadores no podían ser ignoradas, donde la primera mitad del s. XX ha estado dominada por el juego de argentinos y uruguayos. A su vez, la Copa Ricardo Aldao, que se disputó desde 1916 a 1947 –aunque no anualmente–, la Copa de Campeones (1948) y la Copa del Atlántico de Clubes (1956) también han sido tenidas en cuenta."

## Ranking continental delsigloXX
(1901-2000)
| Posición | Club                        | País      | Puntaje |
| -------- | --------------------------- | --------- | ------- |
| 1        | Peñarol                     | Uruguay   | 531,00  |
| 2        | Independiente               | Argentina | 426,50  |
| 3        | Nacional                    | Uruguay   | 414,00  |
| 4        | River Plate                 | Argentina | 404,25  |
| 5        | Olimpia                     | Paraguay  | 337,00  |
| 6        | Boca Juniors                | Argentina | 312,00  |
| 7        | Cruzeiro                    | Brasil    | 295,50  |
| 8        | São Paulo                   | Brasil    | 242,00  |
| 9        | América de Cali             | Colombia  | 220,00  |
| 10       | Palmeiras                   | Brasil    | 213,00  |
| 11       | Flamengo                    | Brasil    | 200,00  |
| 12       | Estudiantes                 | Argentina | 175,00  |
| 13       | Atlético Nacional           | Colombia  | 158,50  |
| 14       | Grêmio                      | Brasil    | 157,00  |
| 15       | Racing                      | Argentina | 149,00  |
| 16       | Santos                      | Brasil    | 140,00  |
| 17       | Colo-Colo                   | Chile     | 139,50  |
| 18       | Cerro Porteño               | Paraguay  | 110,00  |
| 19       | Vasco da Gama               | Brasil    | 109,50  |
| 20       | Barcelona                   | Ecuador   | 108,00  |
| 21       | San Lorenzo                 | Argentina | 98,50   |
| 22       | Atlético Mineiro            | Brasil    | 95,50   |
| 23       | Deportivo Cali              | Colombia  | 95,00   |
| 24       | Millonarios                 | Colombia  | 91,00   |
| 25       | Vélez Sarsfield             | Argentina | 88,00   |
|          | Universidad Católica        | Chile     | 88,00   |
| 27       | Cobreloa                    | Chile     | 84,00   |
| 28       | Universitario               | Perú      | 78,00   |
| 29       | Argentinos Juniors          | Argentina | 71,00   |
| 30       | Rosario Central             | Argentina | 65,00   |
| 31       | Corinthians                 | Brasil    | 60,00   |
|          | Internacional               | Brasil    | 60,00   |
| 33       | Newell's Old Boys           | Argentina | 56,00   |
| 34       | Universidad de Chile        | Chile     | 50,00   |
|          | Sporting Cristal            | Perú      | 50,00   |
| 36       | Unión Española              | Chile     | 48,00   |
| 37       | Botafogo                    | Brasil    | 44,00   |
| 38       | Emelec                      | Ecuador   | 43,75   |
| 39       | Guaraní                     | Paraguay  | 40,00   |
| 40       | Lanús                       | Argentina | 36,00   |
|          | Santa Fe                    | Colombia  | 36,00   |
| 42       | Alianza Lima                | Perú      | 29,00   |
| 43       | Liga de Quito               | Ecuador   | 28,00   |
| 44       | Junior                      | Colombia  | 26,00   |
| 45       | Deportivo Municipal         | Perú      | 25,50   |
| 46       | Bolívar                     | Bolivia   | 24,00   |
|          | Danubio                     | Uruguay   | 24,00   |
| 48       | Mariscal Santa Cruz         | Bolivia   | 20,00   |
| 49       | Deportes Tolima             | Colombia  | 16,00   |
|          | Jorge Wilstermann           | Bolivia   | 16,00   |
| 51       | El Nacional                 | Ecuador   | 15,00   |
| 52       | Talleres                    | Argentina | 14,00   |
|          | Sportivo Alagoano           | Brasil    | 14,00   |
| 54       | Libertad                    | Paraguay  | 12,00   |
|          | Bahia                       | Brasil    | 12,00   |
| 56       | Atlanta                     | Argentina | 10,00   |
|          | América de Quito            | Ecuador   | 10,00   |
|          | Gimnasia y Esgrima La Plata | Argentina | 10,00   |
|          | Deportivo Italia            | Venezuela | 10,00   |
|          | Estudiantes de Mérida       | Venezuela | 10,00   |
|          | Sampaio Corrêa              | Brasil    | 10,00   |
|          | São Raimundo                | Brasil    | 10,00   |
| 63       | Huracán                     | Argentina | 8,00    |
|          | Palestino                   | Chile     | 8,00    |
|          | Blooming                    | Bolivia   | 8,00    |
|          | Portuguesa                  | Brasil    | 8,00    |
| 67       | Litoral                     | Bolivia   | 6,50    |
|          | Colón                       | Argentina | 6,00    |
|          | Deportivo Portugués         | Brasil    | 6,00    |
|          | The Strongest               | Bolivia   | 6,00    |
| 71       | Caracas                     | Venezuela | 5,00    |
| 72       | Bella Vista                 | Uruguay   | 4,00    |
|          | Atlético Colegiales         | Paraguay  | 4,00    |
|          | Carabobo                    | Venezuela | 4,00    |
|          | Independiente Medellín      | Colombia  | 4,00    |
|          | Oriente Petrolero           | Bolivia   | 4,00    |
|          | Santiago Wanderers          | Chile     | 4,00    |
|          | Atlético San Cristóbal      | Venezuela | 4,00    |
|          | Cerro Corá                  | Paraguay  | 4,00    |
|          | Sol de América              | Paraguay  | 4,00    |
|          | Sportivo Luqueño            | Paraguay  | 4,00    |
|          | Criciúma                    | Brasil    | 4,00    |
|          | Deportivo Español           | Argentina | 4,00    |
|          | Deportivo Municipal         | Bolivia   | 4,00    |
|          | Vitória                     | Brasil    | 4,00    |
|          | Sud América                 | Uruguay   | 4,00    |
|          | Minervén                    | Venezuela | 4,00    |
|          | Paraná                      | Brasil    | 4,00    |
| 89       | Bragantino                  | Brasil    | 2,00    |
|          | Aurora                      | Bolivia   | 2,00    |
|          | Juan Aurich                 | Perú      | 2,00    |
|          | Wanka Huancayo              | Perú      | 2,00    |
|          | Rampla Juniors              | Uruguay   | 2,00    |
|          | Deportivo Quito             | Ecuador   | 2,00    |
|          | Sport Boys                  | Perú      | 2,00    |

| El Club del Siglo de América del Sur |
| Peñarol                              |

## Ranking por décadas
la IFFHS hizo un repaso esquemático de la variación del ranking durante el siglo XX:
"El CA River Plate Buenos Aires lideró el ranking continental en 1960, pero después de siete décadas dominadas por dos clubes de Montevideo - CA Peñarol y el Club Nacional de Fútbol - por delante del Santos FC, seguido por cinco clubes argentinos: CA River Plate Buenos Aires, CA Estudiantes de La Plata, CA Independiente de Avellaneda, CA Boca Juniors Buenos Aires y Racing Club de Avellaneda. En el decenio de 1970 fueron los años dominados sobre todo por CA Independiente de Avellaneda y, a continuación, CE Cruzeiro Belo Horizonte, CA Boca Juniors Buenos Aires y F C Nacional de Montevideo. CA Peñarol perdió más de la mitad de sus puntos de ventaja sobre la segunda posición, pero conservando el liderato en 1980, por delante de Independiente de Avellaneda, seguido de su gran rival local de Montevideo y tres clubes argentinos. Los 80 en Sudamérica fueron de nuevo dominados por los dos grandes clubes de Montevideo, además del Olmpia Asunción, mientras que ambos clubs brasileños Santos FC de Brasil y SE Palmeiras São Paulo dejan sus plazas. CR Flamengo de Río de Janeiro, Grêmio FB Porto Alegrense y CD Cobreloa de Calama se catapultaron de la nada a los 12º-15º lugares. Los diez primeros de América del Sur  (1901-1990) fueron CA Peñarol de Montevideo por delante de C Nacional de F Montevideo, CA Independiente de Avellaneda, CA River Plate Buenos Aires, CA Boca Juniors Buenos Aires, Asunción, Olimpia FC, CA Estudiantes de La Plata CE, Cruzeiro de Belo Horizonte, CD América Cali y Racing Club de Avellaneda.
En la década de los 90 sólo SE Palmeiras logró el regreso entre los diez primeros, mientras que sus rivales locales, São Paulo FC, por primera vez alcanza un lugar entre los diez mejores clubs. Cinco clubes intercambian sus posiciones. CA Peñarol se lleva los honores con un inesperado liderazgo para convertirse en "El Club del Siglo de América del Sur"."